# Kastell Lützelbach
Das römische Kastell Lützelbach, auch „Lützelbacher Schlösschen“ genannt, war ein Numeruskastell der älteren Odenwaldlinie des Neckar-Odenwald-Limes.

## Lage

Abb. 1: Lage des Kastells Lützelbach (1895)

Abb. 2: Grundriss des Kastells (Grabung 1895)

Das heutige Bodendenkmal liegt etwa einen Kilometer südöstlich von Lützel-Wiebelsbach, einem Ortsteil der Gemeinde Lützelbach im Odenwaldkreis. Topographisch befindet es sich auf dem kleinen Plateau eines lang gestreckten, von Süden nach Norden verlaufenden Höhenrückens. Das Plateau liegt unmittelbar an einem Gebirgssattel zwischen dem Talkessel von Lützelbach im Westen sowie dem Tal von Haingrund und Seckmauern im Osten. Am Rande des Plateaus, nach Nordwesten hin, fällt das Gelände stark ab. Aufgrund dieser Geländebeschaffenheit und weil die Mauer der Fortifikation auf der Nordwestseite deutlich stärker war als auf den anderen Seiten vermutete die Reichs-Limeskommission eine künstliche Geländeaufschüttung in diesem Bereich.

## Forschungsgeschichte
Bereits 1813 war das Lützelbacher Kastell von Johann Friedrich Knapp (1776–1848), der den Odenwaldlimes im Auftrag des Grafen Franz I. zu Erbach-Erbach (1754–1823) untersuchte, in einem damals noch bestens erhaltenen Zustand vorgefunden und beschrieben worden. In der zweiten Hälfte des 19. Jahrhunderts jedoch wurde die römische Ruine – nach einem Besitzwechsel – als bequemer Steinbruch ausgebeutet, so dass Friedrich Kofler, der spätere Streckenkommissar der Reichs-Limeskommission, bereits Mitte der 1870er Jahre eine weit reichende Zerstörung des Bauwerks konstatieren musste. Das Zerstörungswerk nahm auch in den folgenden Jahren trotz massiver Proteste der Archäologen seinen Fortgang.
Erst 1895 wurden durch die Reichs-Limeskommission umfangreiche archäologischen Ausgrabungs- und Dokumentationsarbeiten auf dem Kastellgelände durchgeführt.
Im ersten Jahrzehnt des 21. Jahrhunderts wurden durch das hessische Landesdenkmalamt geophysikalische Untersuchungen im Bereich des Kastells und der Thermen durchgeführt.

## Befunde

### Kastellanlage

Abb. 3: Geländeprofile (1895);
zur Lage der Schnitte siehe Abb. 2

Kastell Lützelbach war eine Fortifikation mit steinerner Umwehrung. Ins Lagerinnere führten drei Tore, die Porta decumana (rückwärtiges Tor) fehlt. Das Haupttor (Porta praetoria) war nach Südosten, zum Limes hin ausgerichtet, der das Kastell in nur etwa 25 m Entfernung passierte.
Mit seinen Seitenlängen von etwa 75 m mal 70 m begrenzte die Mauer eine Fläche von gut 5250 m², mit der das Kastell Lützelbach das kleinste Numeruskastells des Odenwaldlimes war. Die Mauerbreite schwankte zwischen 0,95 m an der Prätorialfront und der nordöstlichen Flanke, 1,05 m an der Südwestseite und 1,25 m an der nordwestlichen Rückfront. Sie war gänzlich aus rotem Sandstein errichtet, die Fassaden waren mit sorgfältig bearbeiteten Quadern ausgeführt, die Füllung bestand aus rohen Bruchsteinen. Der Fund einiger Zinnendeckel (Abb. 21, g und h) belegt, dass die Mauer an der Oberseite mit Zinnen versehen war. Die Zinnenbreite schwankte wohl zwischen 85 cm und 135 cm. Die Ecken der Umwehrung waren gerundet. An der Mauerinnenseite erhob sich ein mit Sandsteinen stufenartig bedeckter Erdwall auf dem sich der Wehrgang befand. Außen war die Mauer im Anschluss an eine 85 cm breite Berme von einem einfachen Spitzgraben umgeben, dessen Maße an einer Stelle mit 8 m Breite und 1,35 m Tiefe ermittelt werden konnten (Abb. 3, Schnitt E–F). Vor den Kastelltoren war der Grabenverlauf unterbrochen.
Die drei Tore waren von jeweils zwei rechteckigen Türmen flankiert, die aus der Mauerflucht hervorsprangen. Die Durchfahrbreite der Porta praetoria (Haupttor) betrug 2,50 m, die lichten Breiten der Portae Principales (Seitentore) beliefen sich auf 3,20 m bis 3,25 m.
Das Kastellinnere war durch den massiven Steinraub derart gestört, dass mit den grabungstechnischen Methoden des ausgehenden 19. Jahrhunderts keinerlei verwertbare Spuren der Innenbauten mehr festgestellt werden konnten.
Das Kastell wurde, wie die anderen Militärlager des älteren Odenwaldlimes, in trajanischer Zeit errichtet und vermutlich bei der Vorverlegung des Limes im Jahre 159 aufgelassen. Möglicherweise handelt es sich um eine mehrperiodige Anlage. Dann wäre das Kastell – analog den Bauphasen der Kastelle Würzberg und Hesselbach – zunächst als Erdwerk ausgeführt und erst um das Jahr 145 durch das Steinkastell ersetzt worden.
Die Besatzung des Lagers bestand aus einem namentlich nicht bekannten Numerus, einer Auxiliartruppe von etwa 160 Mann Stärke.

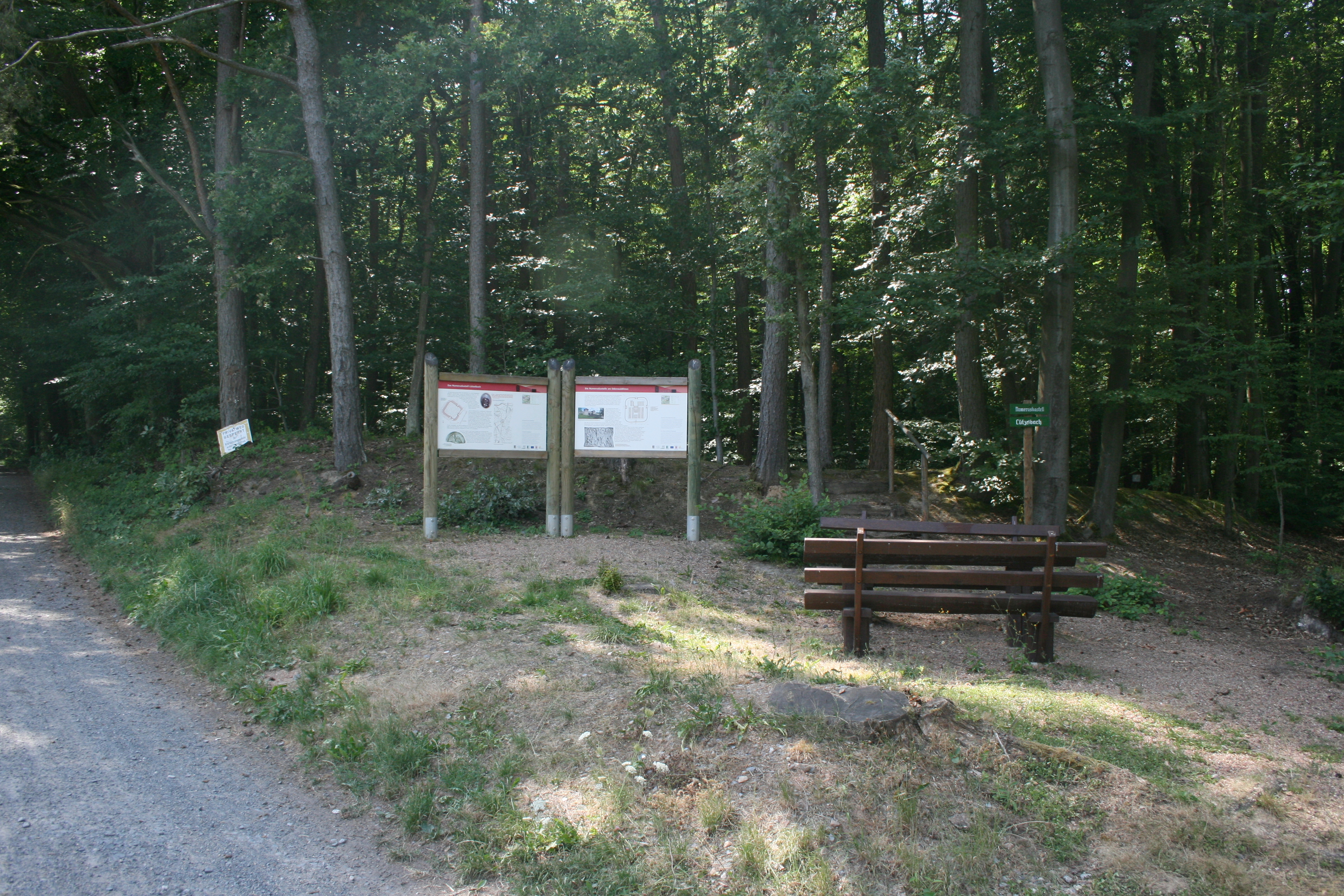
Abb. 4: Ostecke des Kastells mit Infotafeln (Zustand 2010)
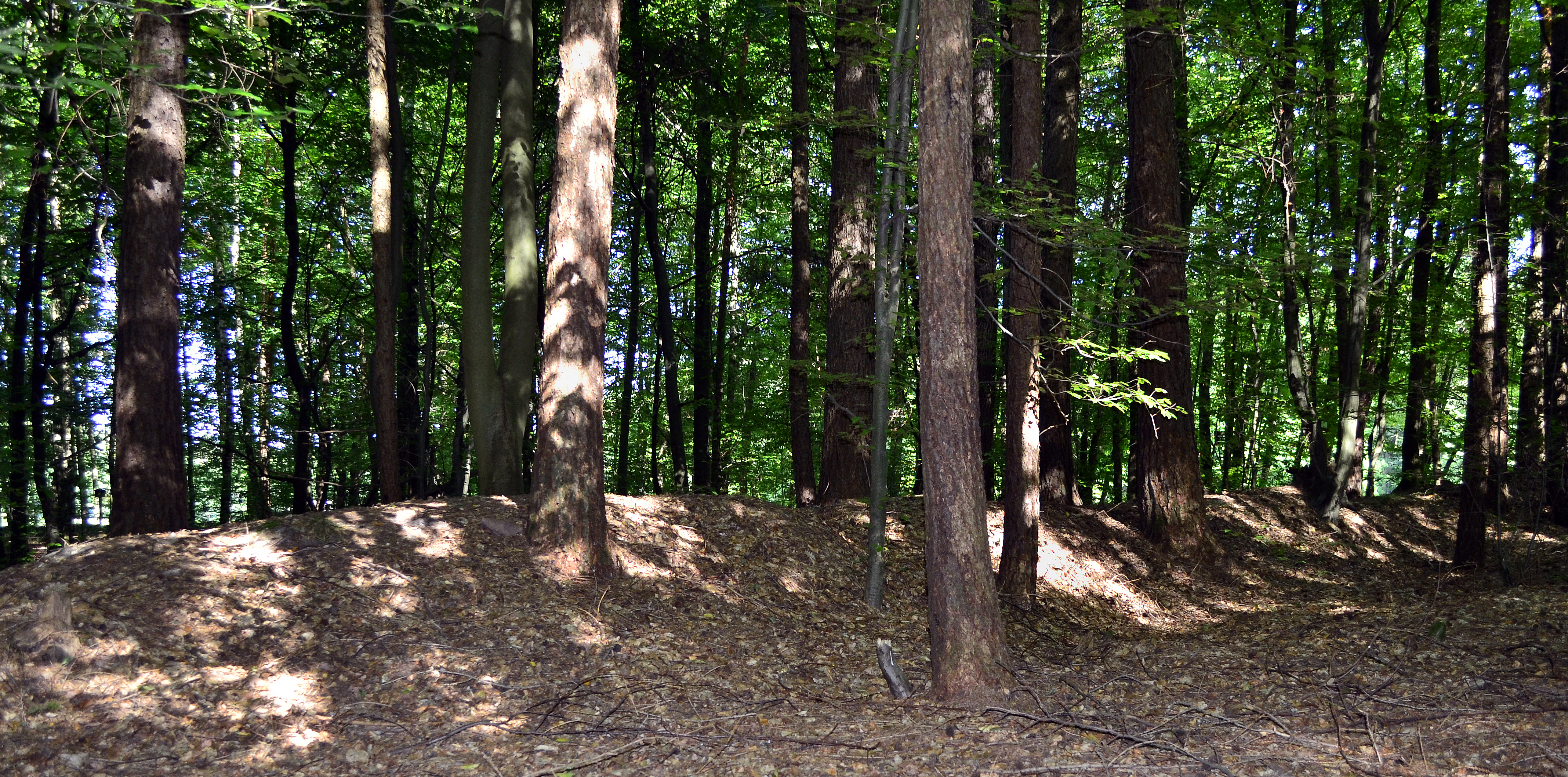
Abb. 5: Außenansicht der südwestlichen Umwehrung (Zustand August 2012)
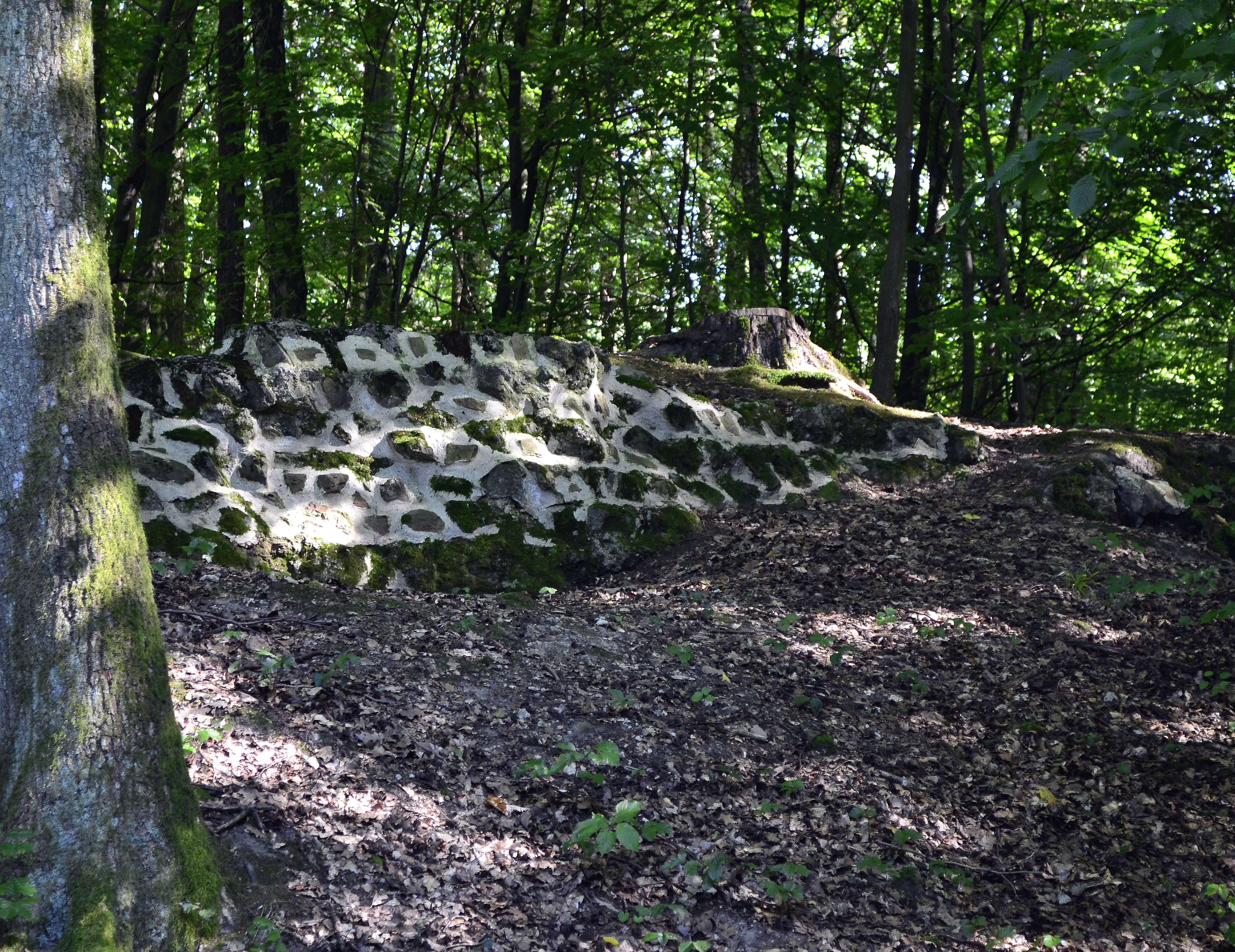
Abb. 6: Dekumatseite (Zustand August 2012)
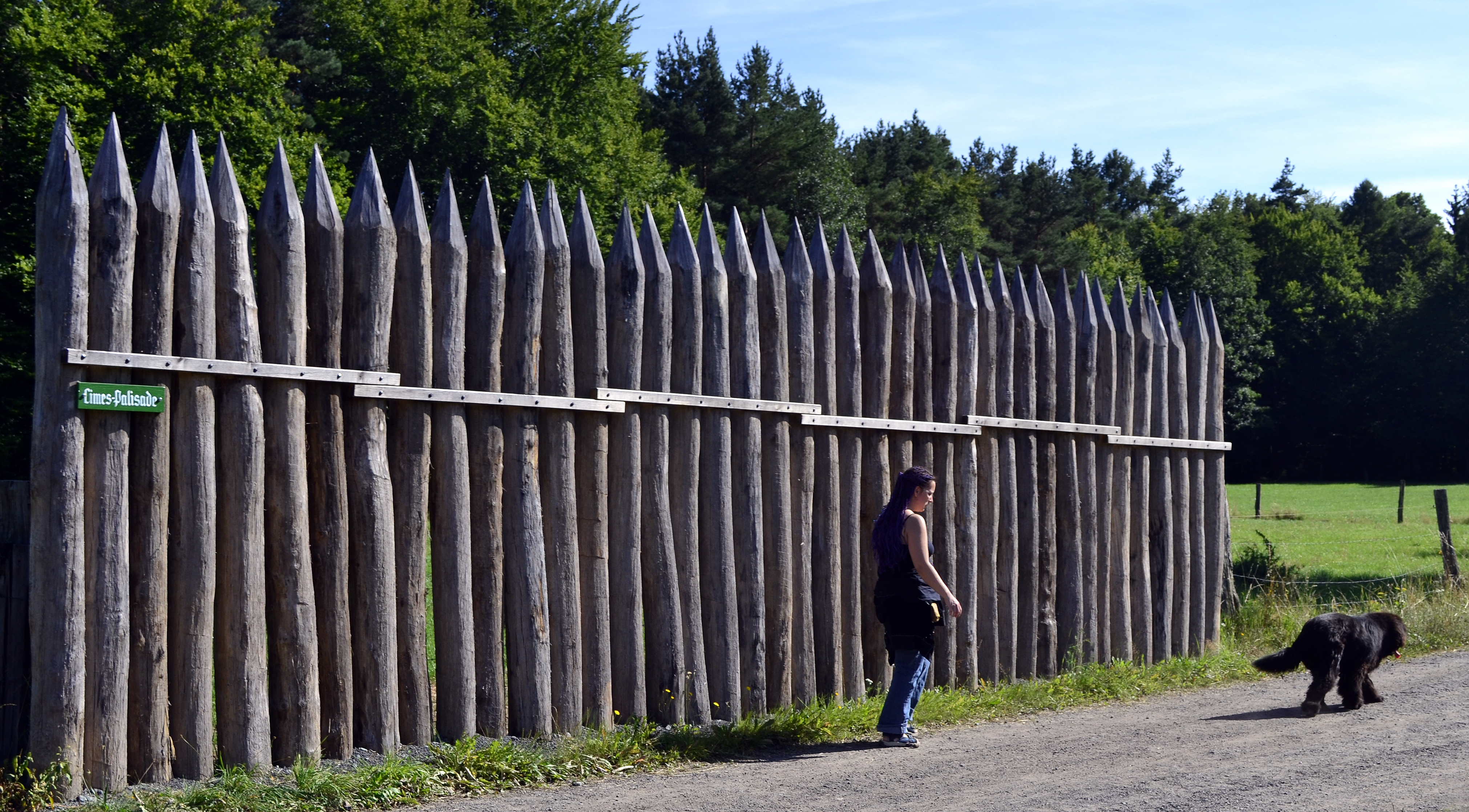
Abb. 7: Rekonstruierte Limespalisade beim Kastell Lützelbach (Zustand August 2012)

### Kastellbad, Vicus und nachkastellzeitliche Nutzung

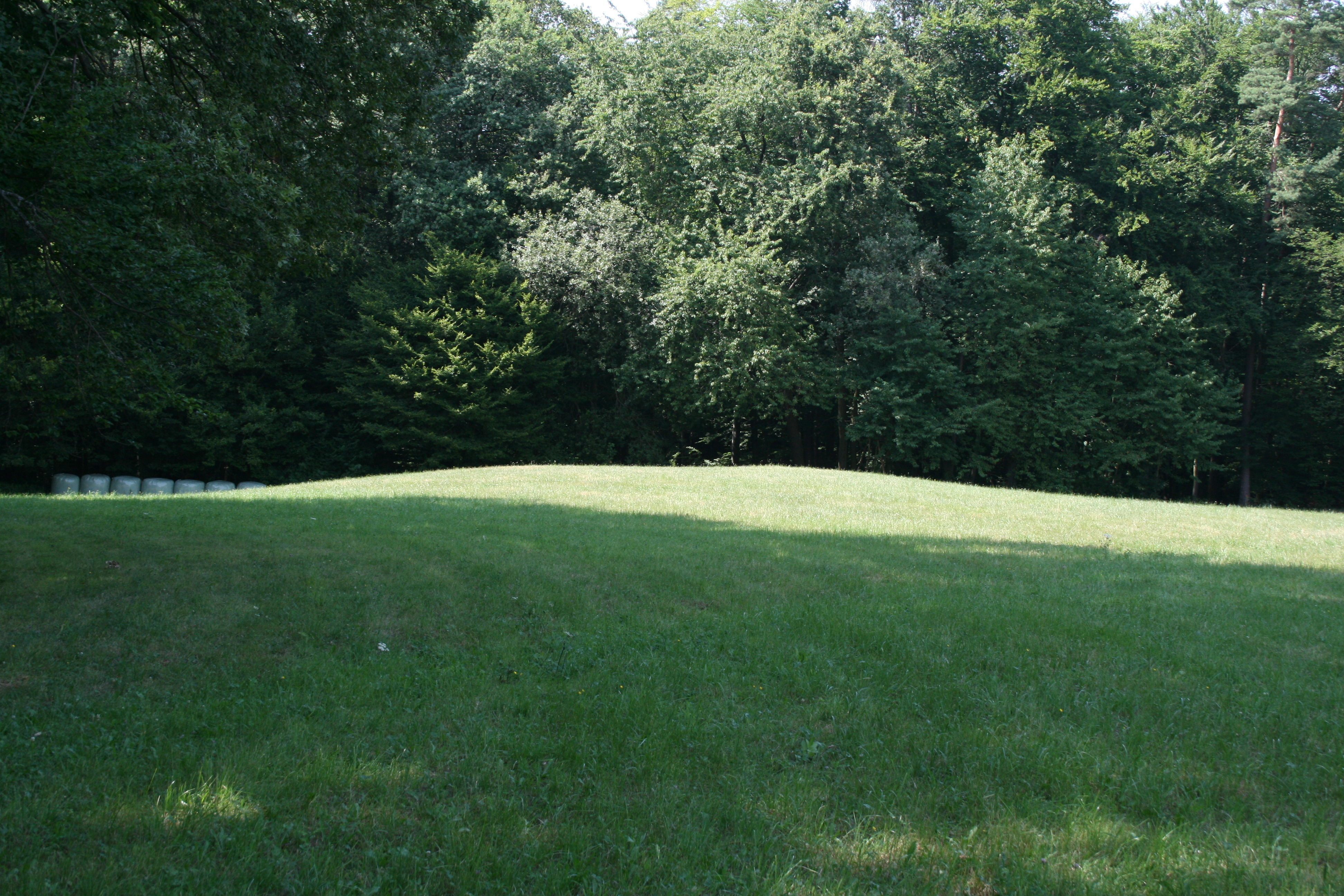
Abb. 9: In dem noch sichtbaren Hügel befinden sich die Reste des Badegebäudes(Zustand März 2010)

Ein Kastellbad befand sich etwa 40 m nördlich des Lagers. Von einer Ausgrabung wurde aufgrund der starken Zerstörung des Areals abgesehen. Der Befund, dessen Lage durch eine bis zu 1,5 m hohe Geländeerhebung heute noch zu erkennen ist, wurde jedoch geophysikalisch untersucht. Dabei zeigte sich, dass der Grundriss der Thermen unterirdisch noch nahezu vollständig erhalten ist. Es handelt sich um ein Badegebäude vom Reihentyp, bei dem die einzelnen Räume in der Folge des Badeablaufs hintereinander angeordnet waren. Durch das Apodyterium (Umkleideraum) im Südosten der Anlage betrat man zunächst das von einem Sudatorium (Schwitzbad) und einem Vasarium (Raum für Heißwasserbehälter) flankierte frigidarium (Kaltbad). Daran schloss sich ein hypokaustiertes Tepidarium (Warmbad) an, gefolgt von einem ebenfalls mit einer Fußbodenheizung versehenen Caldarium (Heißbad), das mit einer Heißwasserwanne abschloss. Beheizt wurde die Anlage über zwei Praefurnien (Heizstellen) an den Außenseiten des Komplexes. Ein Praefurnium befand sich seitlich des Sudatoriums, eines hinter dem Caldarium. Weitere im Meßbild erkennbare Strukturen im Umfeld des Bades weisen auf Gebäude hin, die zum Vicus, der Zivilsiedlung des Kastells gehört haben dürften.
Etwa 100 m südlich des Kastells befanden sich zwei römische Häuser, die aber wahrscheinlich erst nach der Vorverlegung des Limes und der Auflassung des Lützelbacher Kastells errichtet wurden und vermutlich im Zusammenhang mit der zivilen landwirtschaftlichen Nutzung des Limeshinterlandes zu sehen sind.

## Funde
Im Verhältnis zu seiner Größe wurde bei den Untersuchungen des Kastells Lützelbach erstaunlich viel Fundmaterial geborgen. Bereits 1875 wurden zwei Skulpturen und ein Zinnendeckel an das Hessische Landesmuseum Wiesbaden verkauft. Zu den bemerkenswerteren Fundstücken gehören ferner eine Lünette von der Porta praetoria mit einem Relief der Victoria, die Fragmente eines Soldatenbildes, ein Wasserspeier in Löwenkopfform sowie das Relief eines Ebers, der einen Menschen trägt. Die Funde aus Lützelbach befinden sich zum größten Teil in der Sammlung Nassauischer Altertümer (SNA) des Wiesbadener Museums.

## Limesverlauf zwischen dem Kastell Lützelbach und dem Kleinkastell Windlücke
Vom Kastell Lützelbach aus verläuft der Limes auf dem Höhenrücken eines bewaldeten Gebietes in südliche Richtung bis zum Kleinkastell Windlücke. Dabei steigt das Gelände um insgesamt nur zehn Höhenmeter an. Auf dieser Strecke von rund zwei Kilometern Länge befinden sich zwei Turmstellen.
| ORL     | Name/Ort                     | Beschreibung/Zustand |
| ------- | ---------------------------- | --- |
| ORL 46  | Kastell Lützelbach           | siehe oben |
| Wp 10/8 | „Im Lützelbacher Bannholz“   | Die aus zwei Holztürmen und einem Steinturm bestehende Turmstelle wurde in den Jahren 1888 bis 1897 von Fritz Kofler, Wilhelm Soldan und Eduard Anthes wiederholt archäologisch untersucht. „Holzturm A“ (das ältere der beiden Holzturmbauwerke) ruhte auf einem rechteckigen Unterbau aus Trockenmauerwerk mit den Seitenlängen 5,60 m auf 5,80 m. Er war von einem zwei Meter tiefen Ringgraben umzogen, dessen Durchmesser von Außenkante zu Außenkante 24/25 m, von Grabensohle zu Grabensohle 16,8/17,5 m betrug. „Holzturm B“ erhob sich ebenfalls über einem rechteckigen Unterbau aus Trockenmauerwerk. Die Abmessungen dieses Unterbaus betrugen 5,10 m mal 5,30 m. Die 30 cm mächtigen Eckpfosten gründeten 1,30 m tief im Erdreich und waren zudem mit flachen Steinkeilen fixiert. Der den Turm umgebende Ringgraben besaß einen Außendurchmesser von 25,5 m (17 -18 m von Grabensohle zu Grabensohle). Die Abmessungen des rechteckigen „Steinturm C“ betrugen 5,60 m mal 5,20 m. Die Mauerstärke konnte nicht mehr ermittelt werden. Das ganze Areal war auf über 62 Meter Länge und rund 55 Meter Breite mit einer unregelmäßig verlaufenden Umzäunung, vermutlich einem Flechtwerkzaun, umgeben. Durch den Zaun führten insgesamt drei (auf der Nord-, Südost- und Westseite) gepflasterte Eingänge ins Innere der Einfriedung. Die Limespalisade passierte den „Holzturm A“ östlich in 32/33 m, den „Holzturm B“ in 34 m Entfernung. Etwa in der Mitte zwischen der Palisade und den östlichen Ringgrabenrändern konnte der Postenweg („Begleitweg“) des Limes mit seinem 5,50 m breiten Unterbau nachgewiesen werden. - Abb. 13: Holzturmstelle A (Zustand Juni 2012) - Abb. 14: Holzturmstelle B (Zustand Juni 2012) - Abb. 15: Steinturmstelle C (Zustand Juni 2012) - Abb. 16: Holzturmstelle B mit Steinturmstelle C im Hintergrund rechts (Zustand Juni 2012) |
| Wp 10/9 | „Im Breitenbrunner Bannholz“ | Turmstelle, bestehend aus einem Stein- und mindestens einem Holzturm. Der gesicherte Holzturmhügel besaß einen ausgeprägten Ringgraben. Durch die Geländeerhöhung zwischen Wp 10/8 und Wp 10/9 war es an dieser Stelle möglich, die Mindesthöhe von Limeswachttürmen zu ermitteln. Sie hätte demnach mindestens 7,60 m betragen müssen, um eine Sichtverbindung zu gewährleisten. Tatsächlich (unter Berücksichtigung der Turmaufbauten etc.) dürften die Türme aber wohl eine Höhe von mehr als zehn Metern erreicht haben. Moderne Lasercan-Aufnahmen zeigten eine weitere ringgrabenförmge Struktur, so dass die Existenz eines zweiten Holzturmes durchaus möglich erscheint. - Abb. 18: Holzturmstelle (Zustand Juni 2012) - Abb. 18: Vorne rechts Steinturmstelle, hinten mittig Holzturmstelle (Zustand Juni 2012) - Abb. 20: Steinturmstelle (Zustand Juni 2012) |
| KK      | Kleinkastell Windlücke       | → Hauptartikel : Kleinkastell Windlücke [ A 12 ] |

## Denkmalschutz

Abb. 21: Fundmaterial aus dem Kastellbereich

Das Kastell Lützelbach und die anschließenden Limesbauwerke sind Bodendenkmale nach dem Hessischen Denkmalschutzgesetz. Nachforschungen und gezieltes Sammeln von Funden sind genehmigungspflichtig, Zufallsfunde an die Denkmalbehörden zu melden.